# Neith (ägyptische Mythologie)
Neith (ägyptisch: „die Schreckliche“) war eine Göttin in der Mythologie des Alten Ägypten. Sie ist eine der ältesten bezeugten Göttinnen und wurde im Laufe der ägyptischen Geschichte als Kriegsgöttin, Schöpfergöttin, Muttergöttin, Göttin von Unterägypten und Totengöttin verehrt.

## Darstellung
Neith wird häufig in menschlicher Gestalt mit Pfeil und Bogen in den Händen und der Roten Krone Unterägyptens auf dem Kopf dargestellt. Im Text Esna 427 findet sich eine ausführliche Beschreibung der Göttin:

„Sie bildet Chnum in seinem Tempel und schützt seinen Leib. Sie beschützt seine Majestät in seinem Schrein. Sie ist die Uräusschlange, die seinen Feind verbrennt. Sie wird zur Mutter, durch die er sein Leben macht.“

| R24 |

| R24 |

Das Zeichen ist das Ideogramm beziehungsweise Determinativ (Deutzeichen) der Göttin.

## Bedeutung

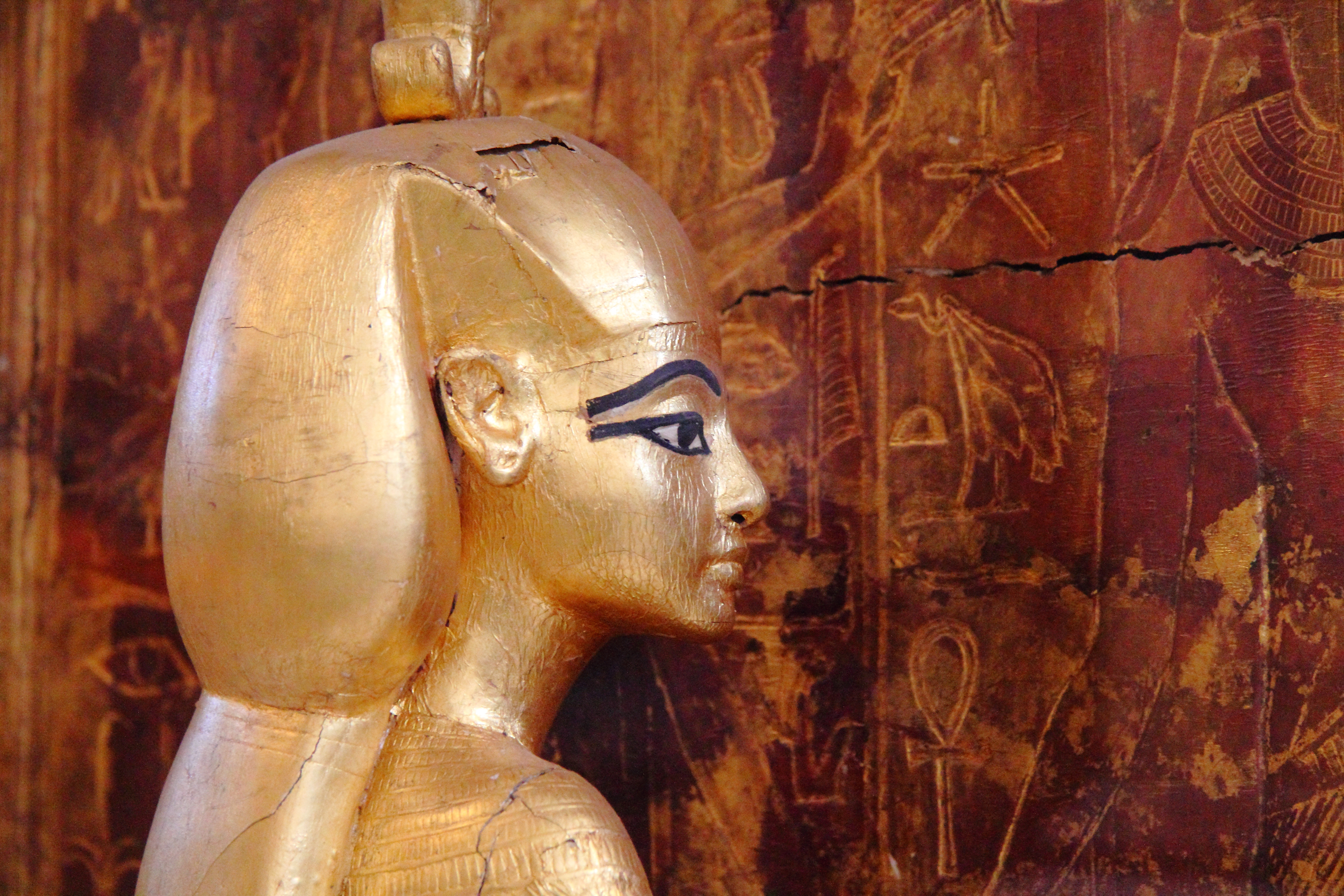
Neith als eine von vier Schutzgöttinnen des Kanopenschreins aus dem Grab des Tutanchamun

Neith gilt in den Pyramidentexten als die Mutter des Krokodilgottes Sobek. Als Vater von Sobek wird Seth erwähnt. Ursprünglich galt sie als Kriegs-, Jagd- und Schutzgöttin der Königsmacht. Ihr wurde außerdem die Erfindung der Webkunst zugeschrieben. Im Neuen Reich wurde sie zur Schöpfergöttin, „die den Re gebar“ und in Memphis war sie die Beschützerin des Königs. Als die Libyer in Ägypten eindrangen, wurde sie in Sais Hauptgöttin. Später wurde sie in die Unterwelt verdrängt und war dort zusammen mit Isis, Nephthys und Selket eine der vier Schutzgöttinnen der Toten. Sie beschützte den Horussohn Duamutef.

## Ritus
Der Gottesdienst bestand vorwiegend darin, dass Priesterinnen vor dem Bildnis der Neith tanzten.

## Astronomie
Der italienische Astronom Giovanni Domenico Cassini glaubte im Jahr 1672, einen Mond des Planeten Venus entdeckt zu haben, und gab ihm den Namen Neith. Bis 1892 war der Glaube an einen Venusmond verbreitet, bevor sich herausstellte, dass anscheinend Sterne irrtümlich für einen Mond gehalten worden waren.